# Kültepe
Kültepe és un poble de Turquia prop de la ciutat antiga de Kanesh, Kanes, Kaneš, Kanish, Kanis o Kaniš (en llengua hitita: Nesa o Neša, ocasionalment Anisa o Aniša), situat a la província de Kayseri a la regió d'Anatòlia central de Turquia, a la conca del Kızılırmak. La ciutat més a prop moderna és Kayseri, a 20 km cap al sud-oest.
Kaneš, habitada contínuament des del Calcolític fins al temps dels romans, va florir especialment com a important ciutat hitita i hurrita, que contenia un quarter de comerciants (kârum) del Regne d'Assíria, des de vers el segle XX aC al XVI aC. Vers el 1400 aC un darrer testimoni en una antiga tradició inclou un rei de Kaneš anomenat Zipani entre disset reis de ciutats locals que s'aixecaren contra l'accadi Naramsin (que va governar quasi mil anys abans, vers 2254-2218 aC). És el lloc de descoberta de les primeres traces de la llengua hitita, i el primer testimoni de qualsevol llengua indoeuropea; aquestes traces estan datades del segle XX aC. El terme nadiu per a la llengua hitita era nesili, 'llengua de Neša'.

## Història
Kaneš formava un regne de població hitita (la presència del karum assiri no tenia relació política amb això). Aquest regne hauria durat de vers el 2000 aC al 1740 aC amb un interval de destrucció de vers 1835 a 1800 aC. A la meitat del segle XIX aC apareix sota el govern d'Inara seguit del seu fill Warshama. El rei de Zalpuwa, Uhna, atacà Kaneš; després d'això es va emportar a Zalpuwa l'ídol local "Sius". El rei de Kushara, Pithana, conqueria Neša "a la nit, per força"; però "no feia mal a ningú amb això" (vers la meitat del segle XVIII aC).
Neša es va revoltar contra el govern del fill de Pithana, Anitta, però aquest va reprimir la rebel·lió i va convertir Neša en la seva capital. Anitta després va envair Zalpuwa, va fer presoner el seu rei Huzziyas, va recobrar l'ídol Sius i el retornà a Neša.
Al segle XVII aC, els descendents d'Anitta van traslladar la capital a Hattusa (que Anitta havia maleït); així fundaren la línia de reis hitites. Aquesta gent anomenava la seva llengua com a nesili, p. ex. 'la llengua de Neša'. Va estar sota domini hitita durant quasi 500 anys. Fou atacada per Arzawa poc després del 1350 aC i el rei Subiluliuma I, just després de pujar al tron, la va reconquerir i a més va destruir alguns contingents arzawans o kashkes a la mateixa zona. Fou atacada pels kashkes centrats a Pishuru, en l'expedició mes al sud que va fer aquest poble, poc després del 1300 aC.

## Reis
- Inara (Inar) abans del 1800 aC
- Warshama (Warsama), després del 1800 aC
- Desconegut
- Ammuna (Amuna) cap al 1750 aC
- Hattusilis I
- Tudhalias I
- Pusarrumas
- Pawakhtelmakh
- Tawananna (reina)
- Labarnas I de Kushara

## Arqueologia de Kültepe
El 1925 Bedric Hrozny excavava a l'àrea del Karum de Kültepe i hi trobà unes mil tauletes cuneïformes, algunes de les quals anaren a parar a Praga i algunes altres a Istanbul.
Els moderns treballs arqueològics començaren el 1948 quan Kültepe fou excavat per un equip de la Societat Històrica Turca i el Directori General d'Antiguitats i Museus, dirigit per Tahsin Özgüç fins a la seva mort, el 2005. Se'n distingeixen diversos nivells:
- Nivells IV-III. Poca excavació s'ha fet en aquests nivells, que representen el primer habitatge del lloc. Cap escriptura està testimoniada, i els arqueòlegs suposen que els habitants dels dos nivells eren analfabets.
- Nivell II, 1974 aC-1836 aC (cronologia mitjana mesopotàmica segons Veenhof). Artesans en aquest temps: el lloc estava especialitzat en atuells de beure en forma d'animals, sovint per a rituals religiosos. Durant aquest període, els comerciants assiris s'establiren en una colònia de comerciants (kârum) adjunta a la ciutat, que fou coneguda com a "Kaneš". Decrets de Naramsin d'Eshnunna han estat trobats cap al final d'aquest nivell (Ozkan, 1993). Aquest nivell fou cremat completament.
- Nivell Ib, 1798 aC-1740 aC. Després d'un interval d'abandonament, la ciutat fou reconstruïa sobre les ruïnes de la vella, i una altra vegada es convertia en un centre de comerç pròsper. Aquest comerç estava sota el control d'Ishme-Dagan I, que tenia el control d'Assur, que el seu pare, Shamshi-Adad I d'Ekallatum havia conquerit. Tanmateix, la colònia era una altra vegada destruïda per foc.
- Nivell Ia. La ciutat fou repoblada, però la colònia assíria ja no va retornar. La cultura era inicialment hitita. El seu nom en hitita es convertia en "Kaneša", però era més comunament contret com "Neša".

Alguns atribueixen l'incendi del nivell II i a la conquesta de la ciutat d'Assur i dependències pels reis d'Eshnunna; però Bryce culpa de l'atac a Uhna, rei de Zalpuwa. La crema del nivel Ib s'atribueix per uns a la caiguda d'Assur, i per altres a reis pròxims, i finalment a Hammurabi de Babilònia.
En total, més de 20.000 tauletes cuneïformes s'han extret d'aquest lloc.

### Kârum Kaneš
El barri de la ciutat més interessant per als historiadors és el Kârum Kaneš, "ciutat de la colònia de comerciants de Kaneš" en assiri. Durant l'edat del bronze en aquesta regió, el Kârum era una porció de la ciutat deixada de banda pels oficials locals, en mans dels primers comerciants d'Assíria per utilitzar-la sense pagar impostos, mentre els béns romanguessin dins del kârum. El terme kârum vol dir 'port' en accadi, la lingua franca d'aquell temps, encara que s'estenia per referir-se a qualsevol colònia de comerç tant si estava a la vora de l'aigua com si no.
Unes quantes altres ciutats a Anatòlia també tenien kârum, però el més gran era a Kaneš. Aquest important kârum va estar habitat per soldats i comerciants d'Assíria durant centenars d'anys, que canviaven productes locals, con la llauna i la llana, per elements de luxe, menjars i espècies, i teles portades des d'Assíria i Elam.
Les restes del kârum formen un turó circular gran de 500 metres de diàmetre i aproximadament 20 metres al damunt de la plana (un Tell). El kârum és el resultat d'uns quants períodes estratigràfics superposats. Els edificis nous es construïen sobre les restes dels períodes anteriors, així hi ha una estratigrafia profunda des de temps prehistòrics fins al primer període hitita.
El kârum fou destruït per foc al final dels dos nivells II i Ib. Els habitants deixaren allí gran part de les seves possessions que han estat trobades pels arqueòlegs moderns.
Els descobriments han inclòs nombroses tauletes d'argila cuita, algunes estaven envoltades en sobres d'argila segellades utilitzant segells cilínrics. Els documents enregistren activitats comunes com arranjaments de comerç i arranjaments legals. Enregistren comerç entre la colònia assíria i la ciutat estat d'Assur, així com negocis entre comerciants assiris i gent local. El comerç era portat a terme per particulars, no per l'estat d'Assíria. Aquests texts de Kültepe són els documents escrits més vells d'Anatolia. Encara que s'escriuen en antic assiri, paraules soltes i noms hitites en aquests texts són el registre més vell de qualsevol llengua indoeuropea. Gran part de l'evidència arqueològica trobada és típica d'Anatòlia més que d'Assíria, però l'ús de l'escriptura cuneïforme així com el dialecte són les millors indicacions de la presència assíria.

### Datació del Waršama Sarayi
Al nivell II, la destrucció fou tan completa que cap fusta no va subsistir per als estudis dendrocronològics. El 2003, els investigadors de la Universitat Cornell dataven fusta del nivell Ib de la resta de la ciutat (que fou construïda segles abans). Els dendrocronologistes dataren la majoria de la fusta d'edificis del Waršama Sarayi el 1832 aC, amb posteriors afegits fins a 1779 aC.